# Hazelbrook
Hazelbrook est un village dans le comté de Queens de l'Île-du-Prince-Édouard, Canada, à l'est de Charlottetown.